# إيزابيل دانيال
إيزابيل دانيال (بالفرنسية: Isabelle Daniel)‏ هي أستاذة جامعة ‏ وجيولوجية فرنسية، ولدت في 1968.